# Maurice Tillet
Maurice Tillet (23 de outubro de 1903 – 4 de setembro de 1954) foi um wrestler profissional francês conhecido como The French Angel ("O Anjo Francês" em português) que obteve grande sucesso no começo da década de 1940, sendo reconhecido como campeão dos pesos-pesados pela American Wrestling Association de Boston. Seu mestre e melhor amigo, que o ajudou a tornar-se wrestler profissional foi o lituano Karl Pojello.

## Biografia
Tillet nasceu na Rússia, filho de pais franceses. Seu pai morreu quando ele era criança, e com a Revolução, ele e a mãe mudaram-se para a França, estabelecendo-se em Reims. Ele era capaz de falar catorze idiomas, atuando também como poeta e ator. Em 1920, aos 17 anos, desenvolveu acromegalia, e pouco tempo depois seu corpo estava completamente deformado. Buscando uma nova identidade que se encaixasse com a desfiguração, Tillet mudou-se para os Estados Unidos em 1937, onde lucrou com sua aparência ao tornar-se um wrestler.
Seu visual provou ser um grande sucesso, e Tillet atraía um grande público para as lutas que disputava. Em 1940, foi consagrado campeão dos pesos-pesados pela American Wrestling Association, e a fama alcançada por ele levou ao surgimento de diversos imitadores.
Morreu em 1954, vítima de doença cardíaca, aos 50 anos, logo após, segundo dizem, ter sabido que seu antigo treinador e melhor amigo, Karl Pojello, havia morrido de câncer do pulmão.
Há relatos de que teria servido de inspiração para a criação do personagem Shrek, do filme homônimo de animação, produzido pela DreamWorks Animation, entretanto, a origem do personagem da DreamWorks vem do livro infantil "Shrek", que conta a história de um ogro verde, cujos direitos foram comprados pela DreamWorks em 1990.